# Sandcastle
Un pulso Sandcastle es un pulso multinivel en la señal de video generado usualmente por el procesador horizontal y el circuito de deflexión vertical. 
Este pulso contiene información del pulso de acceso "gating pulse" y la señal de blanqueo "blanking signal" para ser usado por el decodificador de color y los circuitos de control de video.

### Detector de Pulso Sandcastle
La sección vertical del pulso Sandcastle es necesaria para lograr el retraso de color-on y color-off.
Típicamente, pulsos de blanqueo están combinados con video en un sistema de lazo abierto, por ejemplo en el circuito integrado Philips TDA9080. Un generador de blanqueo recibe señales de video RGB de un procesador de video convencional y también recibe información de blanqueo en forma de señal sandcastle de un generador sandcastle, como el Philips TDA9064.
La señal de video combinada, con información de blanqueo incluida, es entonces suministrada a los cátodos del CRT. Todo esto es hecho en un lazo cerrado y puede introducir retrasos hasta de 2Rs relativos al pulso de re-trazo.
Poco deseado es que, debido a este excesivo retraso, se requiere el uso de un alto grado de sobre escaneo.

### Gating
1. El proceso de selección de las partes de una onda entre determinados intervalos de tiempo o entre la amplitud de los límites especificados.
2. El control de las señales por medio de la lógica combinacional de elementos.
3. Un proceso en el que un determinado conjunto de condiciones, una vez establecido, permite un segundo proceso que se produzca.